# تبادل اطلاعات
تبادل اطلاعات واژه‌ای غیررسمی است که می‌تواند در مخابرات یا علوم رایانه به معنی انتقال داده یا انتقال اطلاعات و از دید نظریه سامانه‌ها یا نظریه اطلاعات به معنی ارتباط باشد. مفهوم اطلاعات در این کاربرد همواره به معنی داده (در مبحث دیجیتال) است که کدبند شده و معرف اطلاعات موجود است. مفهوم گسترده‌تر داده می‌تواند بر اساس تبادل داده تعریف شود.

## معنی غیر فنی
تبادل اطلاعات همچنین برای تعریف فرایند یادگیری و کارایی یادگیری به کار می‌رود.

## علم مبادله اطلاعات
علم مبادله اطلاعات (به انگلیسی: Cybernetics) سایبرنتیک به عنوان دانشی مستقل و بین رشته‌ای به طبقه‌بندی و سازماندهی و مدیریت اطلاعات و طراحی نظامهای اطلاع‌رسانی می‌پردازد.
آندره-ماری آمپر (André-Marie Ampère) این لفظ را به یکی از بخش‌های علم سیاست اطلاق کرده‌است.
بعد از وی این لفظ را به علمی اطلاق کرده‌اند که مرکب از مجموعه نظریات و تحقیقات مربوط به عملیات پیوند بین اجزاء موجود زنده یا اجزاء ماشین است؛ و نیز این لفظ را به معنی فنونی اطلاق می‌کنند که توسط آن می‌توان ماشین‌هائی ساخت که مانند انسان خود به خود اعمالی انجام می‌دهد و اعمال خود را زیر نظر می‌گیرد.